# Наћоси
Наћоси је мексичко регионално јело из северног Мексика које се састоји од загрејаног чипса од тортиље или тотопоса прекривеног растопљеним сиром (или сосом на бази сира), често послуженом као грицкалица или предјело. Сложеније верзије јела укључују остале састојке и могу бити довољно значајне да послуже као главно јело. Игнацио "Ел Наћо" Анаја створио је јело 1940. Оригинални наћос састојао се од чипса пржене кукурузне тортиље прекривеног топљеним сиром и нарезаном халапењо паприком.

## Историја
Наћос је настао у граду Пиједрас Неграс, Коавила.Игнацио "Наћо" Анаја створио је наћос у клубу Виктори 1940. године, када је Мамие Финан, редовна муштерија, питала да ли Анаја може њој и још три жене донети другачију грицкалицу од уобичајене. Анаја је отишао у кухињу и приметио свеже пржене комаде кукурузних тортиља. У тренутку кулинарске инспирације додао је топљени сир и киселе траке халапења. Након што је пробала грицкалицу, Финан је питала како се зове. Анаја је одговорио: „Па, претпостављам да их можемо назвати Наћовим специјалитетима“.  Анаја је исекао тортиље на троуглове, попржио их, додао исецкани сир Колби, брзо их загрејао, додао исечене киселе паприке халапењо, и тако их је послужио. Игнацио Анаја умро је 1975. У његову част постављена је бронзана плоча у Пиједрас Неграсу, а 21. октобар проглашен је Међународним даном Наћоса. Анајин син, Игнацио Анаја млађи, служио је као судија на годишњем наћо такмичењу.

## Нутритивна вриједност
Хранљива вредност и укупан број калорија за порцију наћоса обично зависе од врсте наћоса, врсте сира и додатних прелива (као што су говедина, халапењос, итд.) Који су укључени у порцију. Већина типичних чипса од кукурузне тортиље садржи око 15 калорија по чипсу. Чипс од кукурузне тортиље има око 6 калорија по комаду, што их чини здравијом алтернативом уобичајеном прженом чипсу. Чедар у мексичком стилу садржи око 400 калорија по 100 грама. Додавање додатног извора протеина, попут пилетине или говедине, повећава број калорија за око 100 калорија. Све у свему, једна порција наћоса може садржати од 300–600 калорија укупно.
Једна порција наћоса такође садржи значајне количине масти, натријума и калцијума. По порцији наћос има око 16 грама масти, 816 мг натријума и 272 мг калцијума. Другим речима, једна порција садржи 39% дневне вредности масти, 34% дневне вредности натријума и 27% дневне вредности калцијума.